# Paulinus Ezeokafor
Paulinus Chukwuemeka Ezeokafor (ur. 13 września 1952 w Nanka) – nigeryjski duchowny katolicki, biskup Awka od 2011.

## Życiorys

### Prezbiterat
Święcenia kapłańskie otrzymał 30 czerwca 1984 i został inkardynowany do diecezji Awka. Po święceniach został wikariuszem w Awgbu oraz notariuszem sądu diecezjalnego. W latach 1992–1995 studiował w Rzymie, zaś od 1996 pełnił funkcję rektora niższego seminarium w Akpu.

### Episkopat
20 stycznia 2007 papież Benedykt XVI mianował go biskupem pomocniczym diecezji Awka, ze stolicą tytularną Tetci. Sakry udzielił mu 28 kwietnia 2007 nuncjusz apostolski w Nigerii - arcybiskup Renzo Fratini.
8 lipca 2011 został ordynariuszem diecezji Awka.